# История с китара
„История с китара“ е студиен албум на българския музикант Георги Минчев издаден от CMP studio през 1999 г.

## Списък на песните
1. „Приятели помагайте“ – 3:07
2. „Добра душа“ – 3:13
3. „Въпроси“ – 3:77
4. „Анонс – Джони Пенков“ – 0:15
5. „Пред щанда за кефали“ – 2:25
6. „Анонс – Джони Пенков“ – 0:08
7. „Хляб и мармалад“ – 3:22
8. „Уиндсърф“ – 3:47
9. „Няма любов“ – 3:42
10. „Шило в торба“ – 3:50
11. „Много лошо, Гошо“ – 3:09
12. „Филибето“ – 2:38
13. „Моят блян“ – 4:09
14. „История с китара“ – 3:28
15. „Бизнесмен“ – 3:51

## Състав
- Георги Минчев – вокал
- Иван Лечев – китари
- Ивайло Крайчовски – бас
- Жоро Марков – ударни